# Inga Varg
Inga Varg (Bergslagen, Suécia, 28 de dezembro de 1952) é uma arquitecta sueca. Varg tem trabalhado em planeamento urbano, arquitectura e desenho de interiores. 
Varg formou-se como arquitecta na Escola de Arquitectura do Real Instituto de Tecnologia (Arkitekturskolan Kungliga Tekniska Högskolan, frequentemente abreviado KTH), em Estocolmo.

## Prémios
O seu edifício Flat Iron recebeu em 2010 o prémio anual da Federação Sueca de Betão (Svensk Betongs arkitekturpris) e o terceiro prémio como edifício do ano (Årets Stockholmsbyggnad) outorgado pela Prefeitura de Estocolmo em 2012.